# Broager Kommune
| Basisdaten      | Basisdaten            |
| --------------- | --------------------- |
| Verwaltungssitz | Broager               |
| Fläche          | 43,38 km²             |
| Einwohner       | 6.400 (2004)          |
| Bürgermeister   | Jørn Lehmann Petersen |
| Internet        | Broager Kommune       |

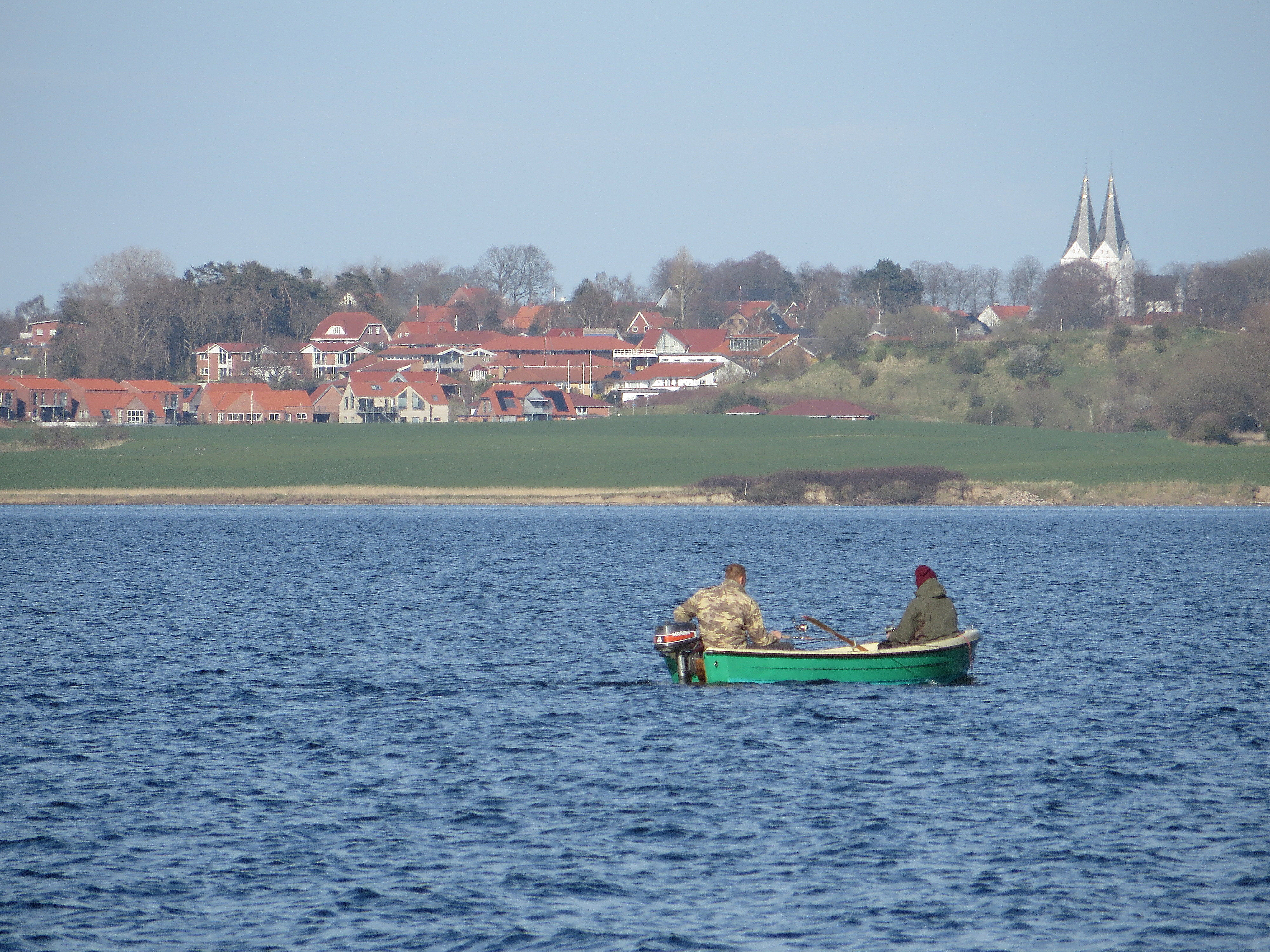
Broager mit der Kirche von Broager vom Wasser betrachtet. (Foto 2015)

Broager Kommune (deutsch Kommune Broacker) war eine Kommune in Sønderjyllands Amt im südlichen Dänemark. Sie entstand durch Vereinigung der Kirchspielsgemeinde Broager mit Egernsund.

## Hintergrund
Im Hauptort Broager stand schon seit Jahrhunderten die Broager Kirke. Erst 1909 erhielt Egernsund eine eigene Kirche. Schon ursprünglich gehörte Egernsund zu Broager. Nach der Volksabstimmung in Schleswig im Jahr 1920 kam das Gebiet letztlich dann zu Dänemark. 1920 bildete Egernsund aber zunächst eine eigenständige Gemeinde. 1970 wurde die besagten Kirchspielgemeinden schließlich zusammengelegt.
Da Broager 1970 über 6000 Einwohner hatte, konnte sie sich der Zusammenlegung mit anderen Nachbargemeinden entziehen. 2007 ging sie mit den Kommunen Augustenborg, Gråsten, Nordborg, Sønderborg, Sundeved und Sydals in der Kommune Sønderborg auf, die über 70.000 Einwohner umfasst und deren Areal größer ist als das des 1970 aufgelösten Amtes Sønderborg.